# Међугорје
Међугорје је насељено мјесто у Босни и Херцеговини у општини Читлук које административно припада Федерацији Босне и Херцеговине. Према попису становништва из 1991. у насељу је живјело 1.367 становника. На попису становништва 2013. године, према подацима Агенције за статистику Босне и Херцеговине пописано  је 2.306 становника.

## Географски положај
Жупа Међугорје смјештена је у јужном дијелу општине Читлук (Херцеговина). Подручје јужне Херцеговине, у којем се налази Међугорје, има средоземну климу.

## Историја
Током Другог светског рата усташе су побиле око 3000 мушкараца, жена и деце, од којих су готово сви били српске националности и закопали их у јаму код Међугорја. Усташе су 24. јуна 1941. убиле свих седам монаха православног Манастира Житомислић који је у близини.

## Сведочанство о указању Богородице и последице
Међугорје је најпознатије по наводним указањима и порукама Девице Марије која се указала шесторо деци почев од 24. јуна 1981. Пет порука које су деца примила од Богородице се односе на: свакодневне молитве и читање Библије, пост средом и петком, месечно исповедање и свето причешће.
Ово место данас посећују католички ходочасници из целог света. Годишње Међугорје посети око милион туриста. Процењује се да је од 1981. ово место посетило 30 милиона ходочасника. Врховне црквене власти Католичке цркве су скептичне према сведочанствима о чудима у Међугорју, тако да Света столица никада није званично признала Указања Богородице у Међугорју. Случај је још под истрагом.
Дана 4. јуна 2008, папа Бенедикт XVI је јавно благословио статуу Богородице Међугорске на тргу Светог Петра у Ватикану. Касније је 28. јула 2009. године рашчинио фрањевца Томислава Влашића који је био тобожњи духовни отац особа са наводним визијама Богородице. Од 22. јула 2018. Међугорје је под директним надзором Ватикана, постављен је Апостолски визитатор надбискуп Хенрик Хосер са посебном улогом за жупу Међугорје.
Главни храм у Међугорју је црква Светог Јакова.

## Становништво
| Националност       | 1991.          | 1981.          | 1971.          |
| Хрвати             | 1.356 (99,19%) | 1.142 (98,53%) | 1.389 (99,64%) |
| Срби               | 1 (0,07%)      | 0              | 0              |
| Муслимани          | 0              | 0              | 0              |
| Југословени        | 0              | 2 (0,17%)      | 0              |
| остали и непознато | 10 (0,73%)     | 15 (1,29%)     | 5 (0,35%)      |
| Укупно             | 1.367          | 1.159          | 1.394          |

У Међугорју се родио хрватски тенисер Марин Чилић.